# Province Nord (Nouvelle-Calédonie)
Pour les articles homonymes, voir Province nord.
La province Nord est une des trois provinces qui constituent la Nouvelle-Calédonie. Elle correspond à la partie nord-ouest de la Grande Terre et aux îles Belep.

## Histoire
La Nouvelle-Calédonie a été pour la première fois divisée en plusieurs subdivisions administratives internes par le statut Fabius-Pisani mis en place par la loi du 23 août 1985 : ce sont les régions Sud, Centre, Nord et Îles. Elles sont remplacées, sous le statut Pons II mis en place en janvier 1988, par 4 nouvelles régions : Sud, Ouest, Est et Îles.
Mais les provinces actuelles, dont la province Nord, ne sont créées qu'à la suite des accords de Matignon de 1988, par la loi no 88-1028 du 9 novembre 1988 portant dispositions statutaires et préparatoires à l'autodétermination de la Nouvelle-Calédonie en 1998 (Art. 6), et sont maintenues, après l'accord de Nouméa, par la loi no 99-209 organique relative à la Nouvelle-Calédonie (Titre IV).

## Géographie

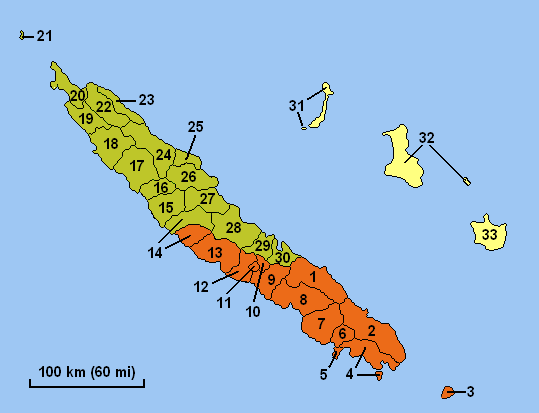
Carte des subdivisions administratives de la Nouvelle-Calédonie
Province Nord

La province Nord correspond plus ou moins à la moitié nord-ouest de la Grande-Terre ainsi que les îles Belep. Avec 9 582,6 km2, elle est la plus étendue des trois provinces. Son point culminant se situe au Mont Panié, à 1 628 m, qui est également le plus haut sommet de la Nouvelle-Calédonie, dans la Chaîne centrale.
Elle comprend 17 communes :
- 5 sur la côte ouest de la Grande-Terre, côte sous-le-vent, moins arrosée que la côte est et surtout disposant d'une vaste plaine côtière s'étalant entre l'océan et les contreforts de la Chaîne centrale : grande plaine herbeuse et de savane, où l'on trouve essentiellement des villages ruraux pratiquant surtout l'élevage extensif de bovins. Elles sont également les seules communes du Nord à avoir une population significative de descendants d'Européens (ils sont ainsi majoritaires à Koumac) :
  - les trois communes qui font partie du Schéma d'aménagement et d'urbanisme (SDAU) de Voh-Koné-Pouembout dit VKP, visant à créer, autour de la création de la future usine du Nord sur le site de Koniambo, un pôle urbain dans le Nord afin de favoriser le rééquilibrage et de concurrencer la macrocéphalie de Nouméa[3] :  
    - Pouembout
    - Koné (chef-lieu et commune la plus peuplée et la plus dense)
    - Voh

  - Kaala-Gomen
  - Koumac
- 9 sur la côte est de la Grande-Terre, plus exposée aux vents dominantes (les alizés) et connaissant le plus de précipitations, il s'agit essentiellement d'une plaine étroite, les versants de la Chaîne Centrale tombant de manière plus ou moins abrupte dans l'océan, et verdoyante, à la végétation tropicale dense. Elle comporte aussi la plus forte concentration de population kanak :  
  - Ouégoa
  - Pouébo
  - Hienghène
  - Touho
  - Poindimié (la commune la plus peuplée de la province jusqu'à 2009)
  - Ponérihouen
  - Houaïlou
  - Kouaoua
  - Canala
- 1 à la pointe nord de la Grande Terre, la seule à avoir accès aux deux côtes de l'île : 
  - Poum
- 1 commune insulaire : les îles Belep (la moins peuplée mais aussi la plus petite de la province).

La commune de Poya a vu quant-à-elle son territoire divisé entre les provinces Sud et Nord.

## Démographie
Bien que plus peuplée que la province des îles Loyauté, elle est la moins dense des trois provinces. Avec 49 912 habitants en 2019, elle rassemble alors 18,39 % (soit moins d'1/5e) de la population totale du Territoire sur plus de la moitié de sa superficie, et une densité de 5,21 hab./km2. Et cette faiblesse relative s'est accentuée au cours du temps, certes de manière moins nette que pour les îles Loyauté, puisqu'elle est passée de 21,04 % en 1996 (pour 41 413 habitants), à  19,27 % en 2004 (44 474 habitants), 18,38 % en 2009 (45 137 habitants) et 18,78 % de l'ensemble des néo-calédoniens en 2014 (50 487 habitants). En 23 ans, la population de la province a cru de seulement 20 %, soit une moyenne de 0,81 % par année. Plus particulièrement, après avoir connu un certain bon entre 2009 et 2014 (+ 2,27 % en moyenne annuelle), la province a perdu des habitants entre 2014 et 2019 (- 0,23 % en moyenne par année). Ceci est dû à un accroissement naturel de plus en plus faible (compris entre 400 et 500 personnes supplémentaires par accroissement naturel par an entre 2004 et 2008, contre une évolution entre 530 et 700 par an entre 2000 et 2004), la province Nord étant en train de terminer sa « transition démographique » avec une mortalité stabilisée à un niveau bas et une natalité fortement décroissante, mais surtout à un solde migratoire qui reste négatif (74 personnes perdues par ce biais en 2007) avec de jeunes actifs qui restent attirés par le marché de l'emploi attractif du Sud. Cette perte de population s'est néanmoins réduite entre 2009 et 2014, semblant ainsi commencer à montrer les fruits de la politique de rééquilibrage, avant de reprendre lors des cinq années suivantes.
Pour ce qui est de la répartition de la population entre les deux côtes de la province, un renversement de tendance s'est opéré entre 2004 et 2019. Ainsi, s'il existait initialement très peu d'inégalités dans la répartition de la population à l'intérieur de la province, un léger avantage tant numérique qu'en densité revenait à la côte Est avec 26 581 habitants (soit près de 60 % de la population de la province à cette époque) et 4,96 hab./km2, contre 15 573 personnes, pour 4,2 hab./km2, sur la côte Ouest en 2004 (Poum et les îles Belep n'étant comptés dans aucune de ces deux catégories). En revanche, 17 827 habitants en 2009 puis 22 182 personnes en 2014 et finalement 22 113 vivaient désormais à l'Ouest (sans Poum), soit une croissance de 42,44 % de 2004 à 2014 (pour une moyenne annuelle de 3,6 %) suivie d'une stagnation, représentant 39,5 % en 2009 puis 43,9 % en 2014 et 44,3 % en 2019 de la population provinciale et une densité de 4,81 hab./km2 en 2009 puis de 6 hab./km2 en 2014 ainsi qu'en 2019. En contrepartie, la côte Est est passée à 25 027 personnes en 2009, 25 999 en 2014 et 25 482 en 2019, soit toujours la majorité (respectivement 55,45 % puis 51,5 % et 51,05 %) des Nordistes. Sa densité y est plus faible qu'à l'Ouest, avec 4,67 hab./km2 en 2009, 4,85 hab./km2 en 2014 et 4,75 hab./km2 en 2019. Indifféremment de ces deux côtes, une certaine concentration est apparue durant cette période dans les cinq communes centrales de l'aire coutumière Paici-Camuki (Koné, Poindimié, Pouembout, Ponérihouen et Touho) : elles totalisaient 15 778 habitants en 2004 (environ un tiers, ou 35,48 %, de la population provinciale), puis 16 726 personnes en 2009 (37,06 %), 19 256 en 2014 (38,14 %) et 20 702 en 2019 (41,48 %). Avec Canala, ce sont les seules communes du Nord à ne pas avoir perdu d'habitants entre 2014 et 2019.
Ce phénomène s'explique par de fortes migrations internes est-ouest, au profit majoritairement de la conurbation Voh - Koné - Pouembout (VKP) qui s'est réellement affirmé comme le nouveau pôle de développement économique et urbain du Nord, centré autour du projet de l'usine du Nord. Le chef-lieu provincial, Koné, avec 5 199 habitants, subit ainsi la plus forte croissance de la province avec 15,5 % en cinq ans (et une moyenne d'environ 3,1 % par année), lui faisant gagner trois places au classement des municipalités néo-calédoniennes par leur population (passant du 10e au 7e rang) et l'installe en tête des communes du Nord alors qu'elle n'en était que la 3e municipalité la plus peuplée en 2004, derrière Poindimié et Houaïlou.
Les Kanaks y forment la très grande majorité démographique et représentaient ainsi, au recensement de 2009, près des trois quarts (73,8 %) de la population. Les descendants d'Européens, présents à 12,7 % (auxquels s'ajoutent 5,7 % de métis et 4 % d'« autres », dont une grande partie se déclarant « Calédoniens »), sont pour la plupart concentrés dans les communes de Koumac et de Pouembout sur la côte ouest, et constituent des parts significatives (entre un cinquième et un quart) de la population des autres communes de la côte ouest ou de la pointe nord (Koné, Voh, Kaala-Gomen, Poum, Ouégoa). Sur la côte est, les plus fortes concentrations de descendants d'Européens se retrouvent à Poindimié, Ouégoa et Touho. Les autres communautés, et en particulier les wallisiens et futuniens, sont en revanche pratiquement inexistants.
La population de la province Nord est plus jeune que celle du Sud et est à peu près au même niveau que celle des îles Loyauté ou des autres archipels du Pacifique, son âge moyen étant de 28 ans (27,5 dans les Îles Loyauté et 31 ans dans le Sud, 28 ans en Polynésie française et 24 ans à Wallis-et-Futuna). Sa pyramide des âges reste triangulaire même si elle a tendance à s'élargir pour les tranches d'âge des 30-60 ans. 40,6 % de la population a moins de 20 ans en 2004, 36,95 % en 2009.
| 1956   | 1963   | 1969   | 1976   | 1983   | 1989   |
| ------ | ------ | ------ | ------ | ------ | ------ |
| 24 176 | 25 781 | 27 181 | 32 021 | 31 310 | 34 526 |

| 1996   | 2004   | 2009   | 2014   | 2019   | - |
| ------ | ------ | ------ | ------ | ------ | - |
| 41 413 | 44 474 | 45 137 | 50 487 | 49 910 | - |

| Hommes | Classe d’âge | Femmes |
| ------ | ------------ | ------ |
| 0,03   | 90 et plus   | 0,1    |
| 0,59   | 80-89        | 0,89   |
| 2,79   | 70-79        | 3,18   |
| 5,74   | 60-69        | 5,43   |
| 9,26   | 50-59        | 8,03   |
| 13,19  | 40-49        | 12,69  |
| 15,66  | 30-39        | 16,26  |
| 15,72  | 20-29        | 16,54  |
| 19,73  | 10-19        | 19,28  |
| 17,29  | 0-9          | 17,6   |

## Institution et politique
5e mandat
2019 - 2024

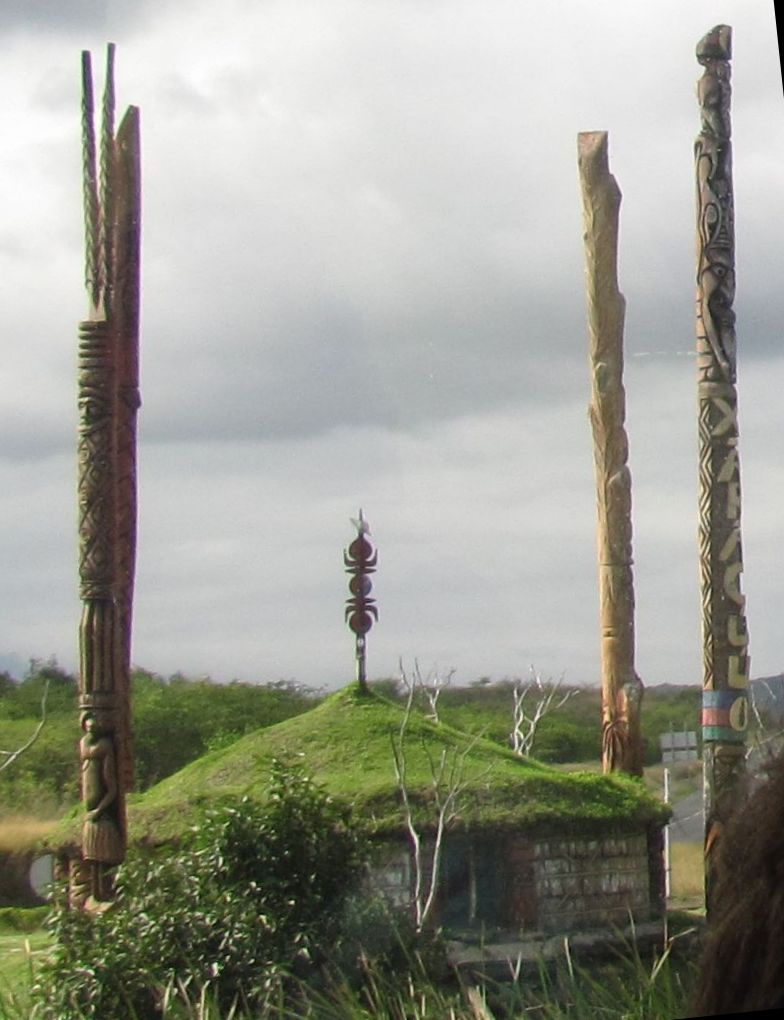
La case décorant le rond-point permettant d'accéder à l'hôtel de la province Nord, entre les villages de Pouembout et Koné. Chacun des quatre poteaux sculptés, ou totems, représente une des aires coutumières de la province.

La province Nord est gérée par une assemblée de province qui siège à Koné, en face du début de la route transversale ouest-est de la Koné-Tiwaka. Initialement composée de quinze membres de 1989 à 1999, elle comporte aujourd'hui vingt-deux élus, dont quinze siègent également au Congrès de la Nouvelle-Calédonie. Elle est élue pour un mandat de cinq ans au suffrage universel direct et au Scrutin proportionnel plurinominal à un tour. Elle élit ensuite en son sein un président (qui doit être élu, lors des deux premiers tours de scrutin, à la majorité absolue, puis à la majorité simple au 3e tour) et trois vice-présidents.
La province Nord est majoritairement indépendantiste et dominée par la gauche locale. Fief du Front de libération nationale kanak et socialiste (FLNKS) depuis sa création en 1989, elle fait l'état d'une véritable rivalité entre les deux principaux composantes du front indépendantiste, le Parti de libération kanak (Palika) d'un côté (allié à l'Union progressiste en Mélanésie ou UPM, formation moins importante, au sein de l'Union nationale pour l'indépendance dite UNI) et l'Union calédonienne (UC) de l'autre, depuis 1999.

### Mandature actuelle (2019-2024)
- Président : Paul Néaoutyine (FLNKS-UNI-Palika, maire de Poindimié depuis 1989)
- 1er vice-présidente : Nadeige Faivre-Wackenthaler (FLNKS-UNI-Palika)
- 2e vice-président(e) : 
  - Jean-Pierre Djaïwé (FLNKS-UNI-Palika) jusqu'au 6 juillet 2019
  - Yannick Slamet (FLNKS-UNI-Palika) du 17 juillet 2019 au 16 juillet 2021
  - Valentine Eurisouké (FLNKS-UNI-Palika) depuis le 6 août 2021
- 3e vice-président : Victor Tutugoro (FLNKS-UNI-UPM)
- Membres par formation politique :
  - UNI-FLNKS (cheffe de groupe : Ivana Bouanou) : 10 élus :
    - Palika : 8 élus.
    - UPM : 2 élus.

  - FLNKS-Union calédonienne (cheffe de groupe : Henriette Hmaé) : 9 élus.
  - Agissons pour le Nord (chef de groupe : Alcide Ponga) : 3 élus :
    - Le Rassemblement-LR : 2 élus.
    - Tous Calédoniens : 1 élu.

### Quatrième mandature (2014-2019)
- Président : Paul Néaoutyine (FLNKS-UNI-Palika, maire de Poindimié depuis 1989)
- 1er vice-président : Yannick Slamet (FLNKS-UNI-Palika)
- 2e vice-président : Victor Tutugoro (FLNKS-UNI-UPM)
- 3e vice-présidente : Nadeige Wackenthaler-Faivre (FLNKS-UNI-Palika)
- Membres par formation politique :
  - UNI-FLNKS (chef de groupe : Victor Tutugoro) : 9 élus :
    - Palika : 7 élus.
    - UPM : 2 élus.

  - FLNKS-Union calédonienne (chef de groupe : Daniel Goa) : 9 élus.
  - Calédonie ensemble (« Une province pour tous », chef de groupe : Gérard Poadja) : 3 élus.
  - Front pour l'unité - Rassemblement-UMP (« Entente provinciale Nord ») : 1 élu (Francis Euriboa).

### Troisième mandature (2009-2014)
- Président : Paul Néaoutyine (FLNKS-UNI-Palika, maire de Poindimié depuis 1989)
- 1er vice-président : 
  - 2009-2011 : Gilbert Tyuienon (FLNKS-UC, maire de Canala depuis 2001)
  - avril-juillet 2011 : Cézelin Tchoeaoua (FLNKS-UC, maire de Ouégoa jusqu'en 2008, 1er adjoint depuis 2011)
  - août 2011-mai 2014 : Jean-Pierre Djaïwé (FLNKS-UNI-Palika, 1er adjoint au maire de 2001 à 2012 puis maire de Hienghène de 2012 à 2014)
- 2e vice-président : 
  - 2009-2011 : Jean-Pierre Djaïwé (FLNKS-UNI-Palika, 1er adjoint au maire de 2001 à 2012 puis maire de Hienghène de 2012 à 2014)
  - août 2011-mai 2014 : Victor Tutugoro (FLNKS-UNI-UPM)
- 3e vice-président : 
  - 2009-2011 : Cézelin Tchoeaoua (FLNKS-UC, maire de Ouégoa jusqu'en 2008, 1er adjoint depuis 2011)
  - 2011-2014 : Pascal Naouna (FLNKS-UC)
- Membres par formation politique :
  - UNI-FLNKS (chef de groupe : Victor Tutugoro) : 9 élus :
    - Palika : 8 élus puis 7 après le départ de Déwé Gorodey pour le Gouvernement le 5 juin 2009.
    - UPM : 1 élu (Victor Tutugoro).
    - RDO : 1 élue remplaçant Déwé Gorodey à partir du 5 juin 2009 (Angéla Manakofaiva)

  - FLNKS-Union calédonienne (chef de groupe : Daniel Goa) : 8 élus.
  - Parti travailliste (chef de groupe : Rock Doui) : 3 élus.
  - Rassemblement-UMP : 1 élue (Léontine Ponga).
  - Calédonie ensemble (« Une province pour tous ») : 1 élu (Gérard Poadja).

### Deuxième mandature (2004-2009)
- Président : Paul Néaoutyine (FLNKS-UNI-Palika, maire de Poindimié depuis 1989)
- 1er vice-président : Jean-Pierre Djaïwé (FLNKS-UNI-Palika, président du groupe UNI-FLNKS au Congrès)
- 2e vice-président : Victor Tutugoro (FLNKS-UNI-UPM, porte-parole du bureau du FLNKS)
- 3e vice-président : Daniel Poigoune (FLNKS-UNI-Palika)
- Membres par formation politique : 
  - UNI-FLNKS : 11 élus :
    - Palika : 9 élus.
    - RDO : 1 élue.
    - UPM : 1 élu.

  - FLNKS-Union calédonienne : 7 élus.
  - Rassemblement-UMP : 3 élus.
  - Avenir ensemble : 1 élue.

### Première mandature (1999-2004)
- Président : Paul Néaoutyine (FLNKS-UNI-Palika, maire de Poindimié depuis 1989)
- 1er vice-président : Jean-Pierre Djaïwé (FLNKS-UNI-Palika)
- 2e vice-président : Cézelin Tchoeaoua (FLNKS-UC, maire de Ouégoa)
- 3e vice-président : Daniel Poigoune (FLNKS-UNI-Palika, maire de Touho)
- membres par formation politique : 
  - FLNKS-UNI-Palika (indépendantistes) : 8 élus
  - FLNKS-UC (indépendantistes) : 6 élus
  - FCCI (indépendantistes) : 4 élus
  - RPCR (anti-indépendantistes) : 4 élus

### Historique des présidents de l'assemblée de la province Nord
- 1989-1999 : Léopold Jorédié (FLNKS-UC puis FCCI à partir de 1998)
- Depuis 1999 : Paul Néaoutyine (FLNKS-UNI-Palika)

C'est également à Koné que se trouvent les services du commissaire délégué de la République, Marie-Paule Tourte-Trolue depuis juin 2018 (déléguée du haut-commissaire de la République pour la province Nord). Celui-ci a pratiquement les mêmes pouvoirs qu'un sous-préfet.

## Tribus de la province Nord
- Belep, aire coutumière Hoot ma Waap
  - District Belep : St Joachim, St Joseph, St Louis, St Pierre, Ste Anne, Ste Marie, Ste Thérèse
- Canala, aire coutumière Xaracuu nord
  - District Canala : Emma, Gélina, Haouli, Kuine, Mehoue, Mérénémé, Mia-Cui, Nakéty-Mission, Nanou-Kérénou, Nonhoue-Boakaine, Ouassi, Tenda Koumendi
- Hienghene, aire Hoot ma Waap
  - District Tendo : Kaavatch, Tendo, Tendianite
  - District Hienghene : Ganem, Le Koulnoué, Lewarap, Lindéralique, Ouaième, Ouare Ouen-Pouest, Ouenghip, Panié, Pindache, Poindjap, Pouyemben, Tiwamack
  - Tribus indépendantes : Bas-Coulna, Haut-Coulna, Ouayaguette, Oné-Houra, Ouen-Kout
- Houaïlou, aire coutumière Ajië-Aro nord
  - District Néouyo : Gouareu, Kamouï, Kapoué, Kua, Néaoua, Néoa, Néouyo, Ouakaya, Paraouyé
  - District Haut Nindien : Gonde, Medaouya, Nérin, Nessakouy, Oingo
  - District Bas Nindien : Boéareu, Gouaroui, Mé, Meareu, Nedivin, Nindiah, Ouessoin, Roibahon
  - District Warai : Bâ, Kaora, Meomo, Nearia, Nediouen, Nekoue, Neya, Thu
  - District Boréaré : Boréaré, Coula, Karagen
- Kaala-Gomen, aire Hoot ma Waap
  - District Gomen : Baguanda, Baou St Pierre, Gamai, Ouemba, Païta, Tegon
  - District Paimboas : Kourou, Oueholle, Ouemou
- Koné, aire coutumière Paici-Camuki
  - District Baco : Aléou, Baco, Koniambo, Tiaoué
  - District Poindah : Bopope, Néami, Netchaot, Noelly, Poindah
- Kouaoua, aire Xaracuu nord
  - District Kouaoua : Amon-Kasiori ou Ouénéa, Ceynon, Konoyes-Sahoué, Méa-Mébara, Méchin, Ouérou-Pimet
  - District Canala : Koh
- Koumac, aire Hoot ma Waap
  - District Koumac : Galagaoui, Pagou, Paop, Wanac I, Wanac II
- Ouégoa, aire Hoot ma Waap
  - District Bondé : Balagam, Paraoua ou Diahot, St Jean-Baptiste, St Joseph, St Michel, St Pierre, St Thimothée, Ste Anne
  - District Paimboas : Bouelas, Ouène, Ouénia, Pangou-Ouaène, Pouembanou, Temeline
  - Tribus indépendantes : Manghine St Ferdinand, Tiari
- Poindimié, aire Paici-Camuki
  - District Bayes : Bayes, Ina, Napoémien, Nessapoué, Ometteux, Ouindo, Paama, Pambou, Tibarama
  - District Wagap : Galilée, Poindimié, St Denis, St Michel, St Paul, St Thomas ou Ste Thérèse-Poutchala, Tiéti, Ti-Ounao, Tiwaka, Tye, Wagap
- Ponerihouen, aire Paici-Camuki
  - District Ponérihouen : Goa, Goyetta-Nimbayes, Grochain, Grondu, L'Embouchure, Mou, Nébouéba, Néouta, St Yves, Tchamba
  - District Monéo : Monéo, Néavin, Po
- Pouébo, aire Hoot ma Waap
  - District Balade : St Denis Balade, St Gabriel Balade, St Paul balade, Ste Marie Balade
  - District Pouébo : Diahoué, St Adolphe, St Denis Pouébo, St Ferdinand, St Gabriel Pouébo, St Joseph, St Louis, Ste Marie Pouébo, Tchamboène, Yambé
  - Tribus indépendantes :Colnett, Paalo
- Pouembout, aire Paici-Camuki
  - District Poindah : Ouaté, Paouta-Baï

- Poum, aire Hoot ma Waap

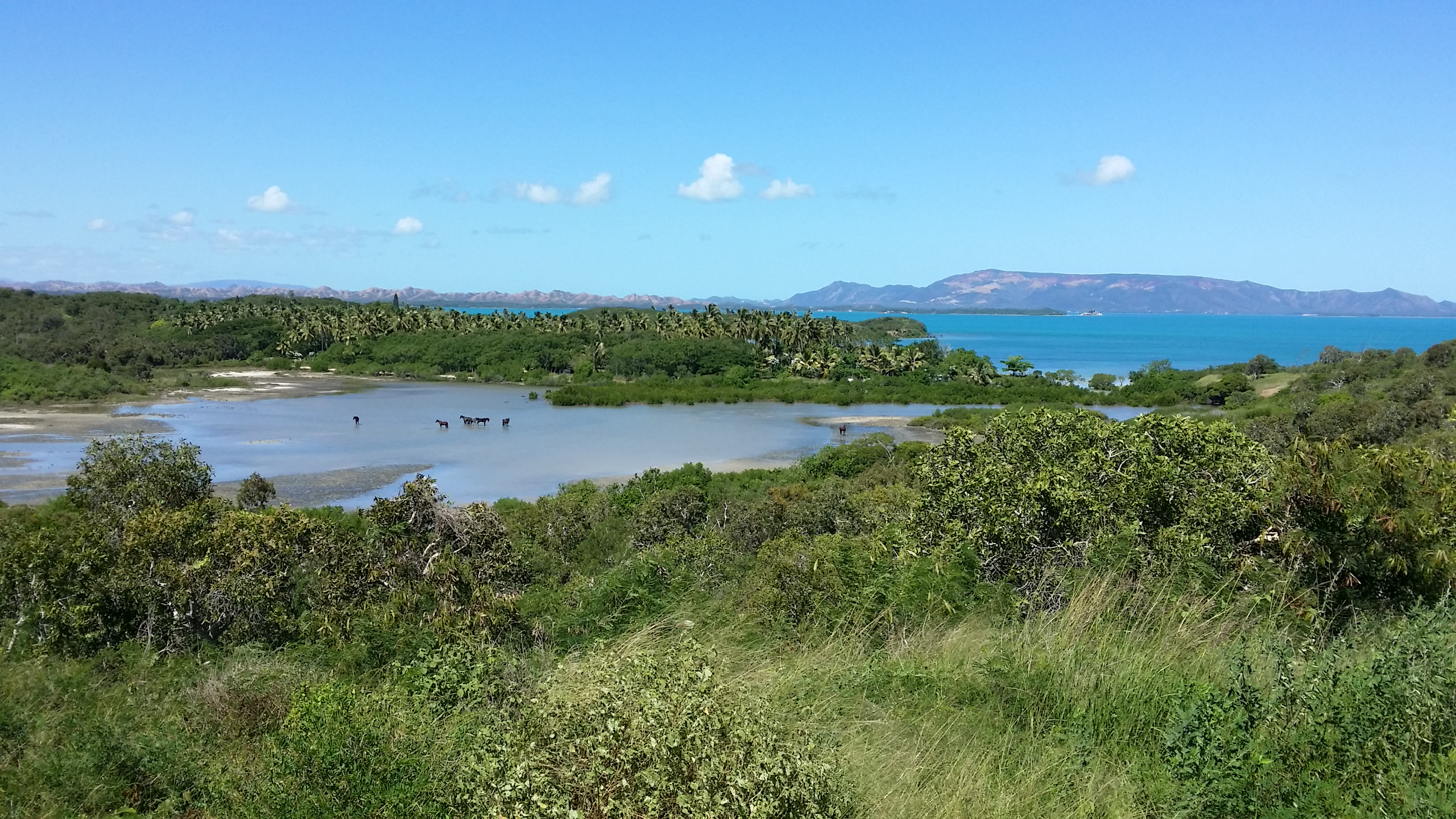
Chevaux en liberté près de la tribu de Tiabet à Poum.

  - District Nénémas : Baaba, Taanio, Tiabet, Tie, Titch, Yandé, Yenghébane
  - District Arama : Bouarou, Narai, Pongal
- Poya, sur deux aires
  - District Muéo
    - Aire Paici-Camuki : Gohapin, Nétéa
    - Aire Ajië-Aro : Montfaoué, Nekliai-Kradji, Népou, Ouendji
- Touho, aire Paici-Camuki
  - District Touho : Koé-Ponandou, Kokingone-Pouïou, Touho-Mission, Vieux Touho
  - District Poyes : Congouma, Ouanache, Paola-Poyes, Pombéi, Tiouande, Tuai ou Tiouaé, Twaka (Touho)
- Voh, aire Hoot ma Waap
  - District de Voh : Boyen, Gatope, Ouélisse, Ouengo, Oundjo, Témala, Tiéta